# Dominik Szynal
Dominik Stanisław Szynal (ur. 4 listopada 1937 w Stępinie, zm. 29 czerwca 2020) – polski matematyk, dr hab., profesor zwyczajny Instytutu Prawa i Ekonomii Wydziału Zamiejscowego Prawa i Nauk o Społeczeństwie KUL Jana Pawła II w Stalowej Woli.

## Życiorys
Studiował matematykę na Wydziale Matematyczno-Fizyczno-Chemicznym Uniwersytetu Marii Curie-Skłodowskiej w Lublinie, w 1965 obronił pracę doktorską pt. Zagadnienie zbieżności średnich arytmetycznych niezależnych - zbieżność prawie kompletna i zbieżność wykładnicza (promotor - Mikołaj Olekiewicz), w 1969 habilitował się na podstawie pracy pt. Pewnie nierówności dla sum zmiennych losowych i ich zastosowanie w badaniu zbieżności szeregów i ciągów losowych. 6 stycznia 1977 nadano mu tytuł profesora nadzwyczajnego w zakresie nauk matematycznych, a w 1987 otrzymał tytuł profesora zwyczajnego.
Pracował w Instytucie Matematyki i Informatyki na Uniwersytecie Marii Curie-Skłodowskiej w Lublinie, w Państwowej Wyższej Szkole Zawodowej w Chełmie oraz w Katedrze Matematyki na  Wydziale Nauczycielskim Politechnice Radomskiej im. Kazimierza Pułaskiego.
Był zatrudniony na stanowisku profesora zwyczajnego w Instytucie Prawa i Ekonomii na Wydziale Zamiejscowym Prawa i Nauk o Społeczeństwie KUL Jana Pawła II w Stalowej Woli.
Został pochowany na cmentarzu komunalnym na Majdanku w Lublinie (kwatera S7K14-4-6).

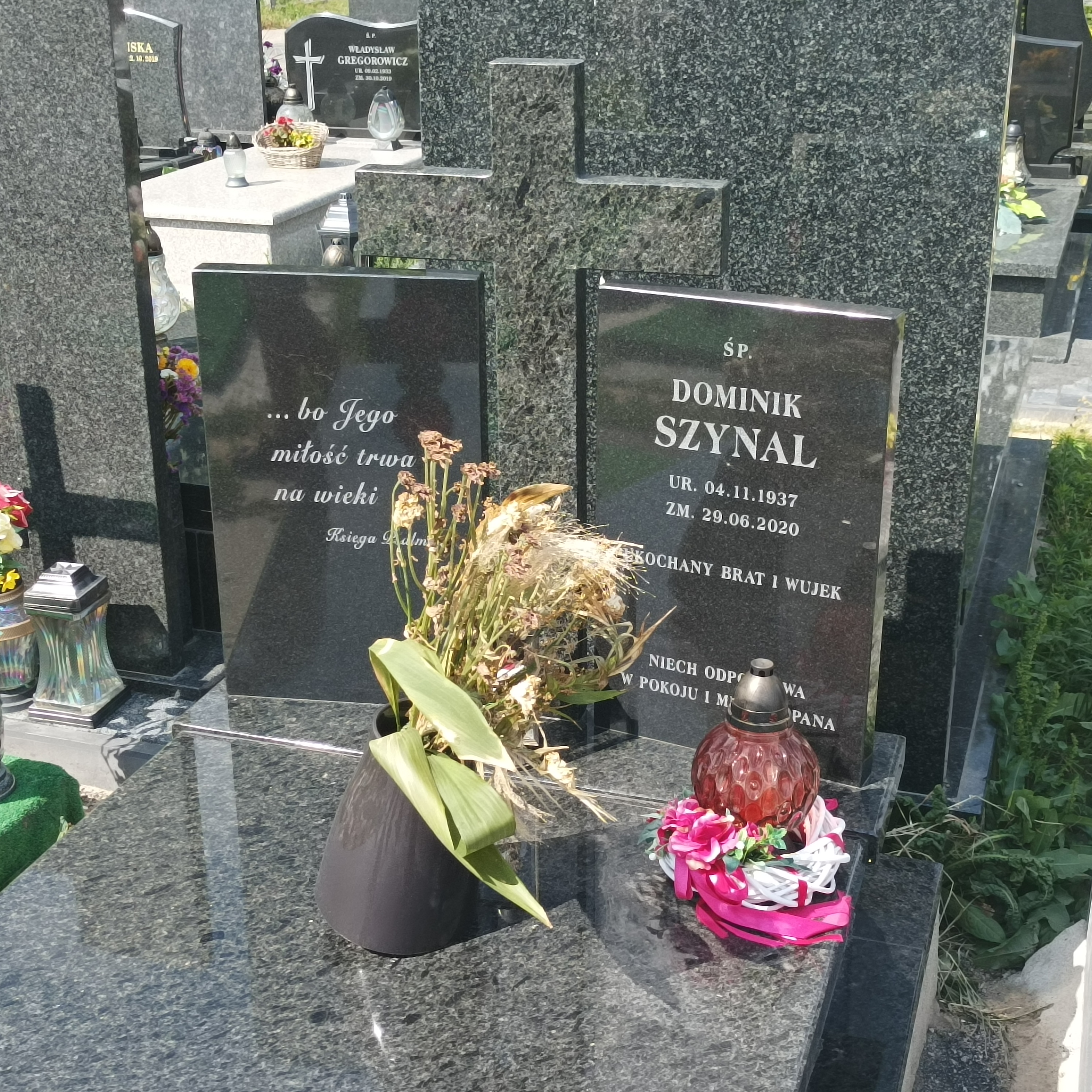
Grób prof. Dominika Szynala na cmentarzu komunalnym na Majdanku

## Odznaczenia
- Krzyż Oficerski Orderu Odrodzenia Polski[1] (2002)[5]
- Krzyż Kawalerski Orderu Odrodzenia Polski[1]
- Medal Komisji Edukacji Narodowej[1]